# Xiao Yi de Shang
Xiao Yi (xinès: 小乙, nascut Zi Lian, xinès: 子敛) va ser un rei xinès de laDinastia Shang.
En els Registres del Gran Historiador ell va ser llistat per Sima Qian com el vint-i-unè rei Shang, succeint al seu germà major Xiao Xin (xinès: 小辛). Va ser entronitzat amb Yin (xinès: 殷) com la seva capital. En el sisè any del seu regnat ell va ordenar al seu fill Wu Ding (xinès: 武丁) de viure a He (xinès: 河) i estudiar a Ganpan (xinès: 甘盘). Ell va governar durant 10 anys, va rebre el nom pòstum de Xiao Yi i fou succeït pel seu fill.
Inscripcions oracular sobre ossos descolgats a Yinxu registren alternativament que ell va ser el vintè rei Shang.